# Thalatha argentea
Thalatha argentea là một loài bướm đêm trong họ Noctuidae.